# Wasyl Rybałko
Wasyl Mykołajowycz Rybałko (ukr. Василь Миколайович Рибалко, ros. Василий Николаевич Рыбалко; ur. 6 czerwca 1918, zm. w kwietniu 1973) – radziecki zapaśnik walczący w stylu wolnym, sambista. Olimpijczyk z Helsinek 1952, gdzie odpadł w eliminacjach w kategorii 73 kg, w stylu wolnym.
Mistrz ZSRR w 1945, 1947, 1950; drugi w 1949; trzeci w 1946, 1951 i 1953 roku. Wicemistrz ZSRR w sambo w 1948. Trener, sędzia.
Pochowany w Kijowie.